# Papatrechas
Papatrechas (O Παπατρέχας) – dzieło nowogreckiego pisarza Adamandiosa Koraisa (1748-1833), trudne do sklasyfikowania pod względem gatunkowym, będące komentarzem do edycji Iliady Homera, a zarazem uważane za pierwszą grecką powieść albo powiastkę filozoficzną. Utwór ukazał się w Polsce w 2009 w przekładzie Małgorzaty Borowskiej w serii Arcydzieła Literatury Nowogreckiej.